# Piazza della Costituzione (Firenze)
Piazza della Costituzione è una vasta piazza di forma trapezoidale che si trova a Firenze nel rione dello Statuto, in corrispondenza del ponte di Via dello Statuto, il quale attraversa il torrente Mugnone che scorre parallelo alla piazza.
Piazza della Costituzione divide la zona con Viale Filippo Strozzi e la Fortezza da Basso ed anche la circoscrizione del quartiere 5 di Rifredi con la circoscrizione 1 del centro storico.
Dalla piazza si diramano numerose strade: Via dello Statuto, importante arteria per il traffico della zona, via XX Settembre, dove si trovano gli alloggi per dipendenti governativi, che segue dalla piazza il torrente fino al Ponte Rosso, Via Cosseria, che segue anch'essa il torrente fino al vicinissimo Romito, via XXIV Maggio e via Francesco Puccinotti, dove si trovano altri alloggi per dipendenti governativi.
Il nome della piazza, analogamente a via dello Statuto, fa riferimento allo Statuto Albertino, che si volle ricordare nella realizzazione del rione Romito-Vittoria con le numerose palazzine realizzate nel periodo e con le numerose fabbriche e fondi commerciali della zona.

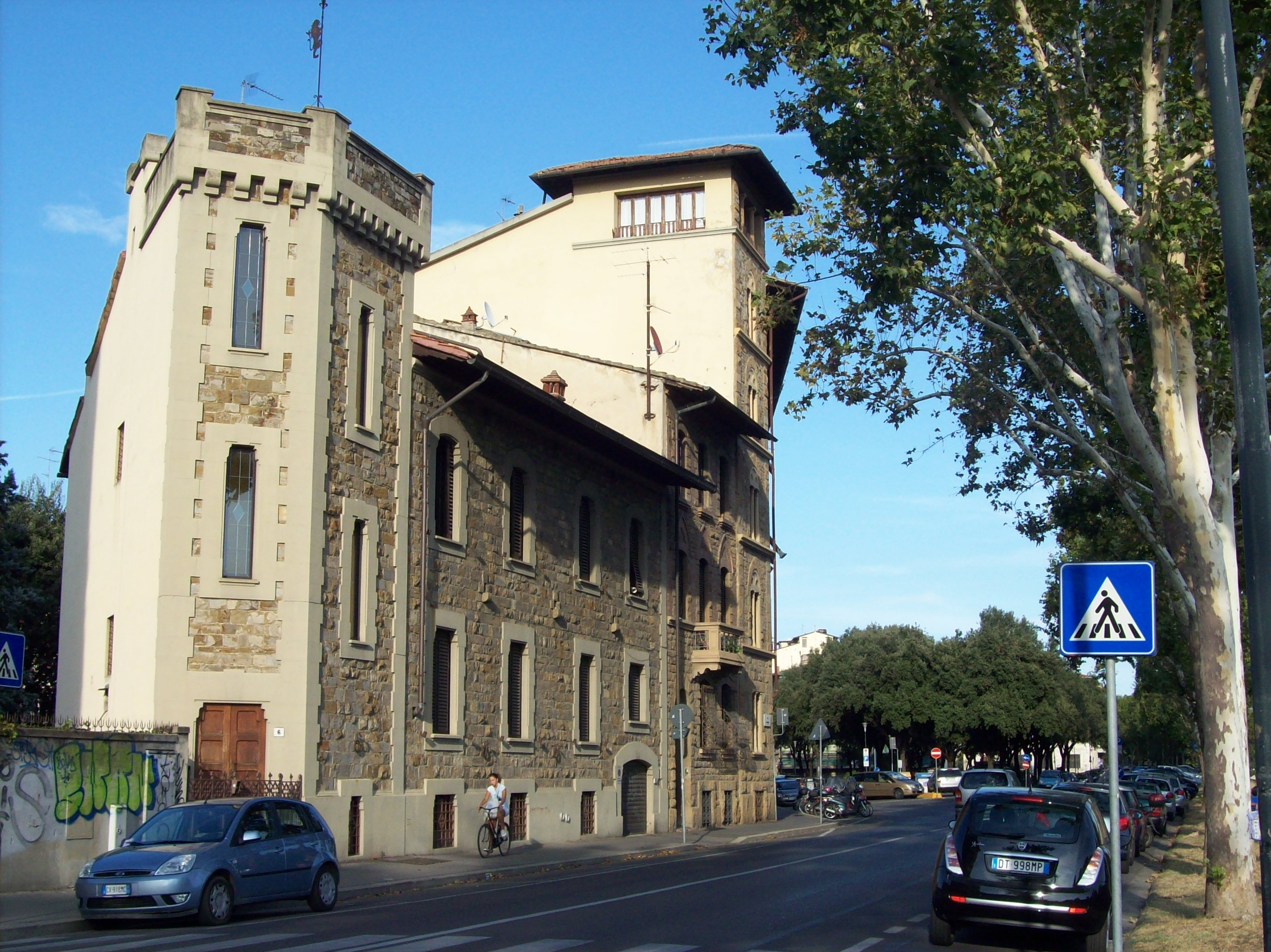
Il torrino di piazza della Costituzione